# Autoportret (obraz Jacopa Tintoretta)
Autoportret – obraz olejny włoskiego malarza Jacopa Tintoretta.

## Proweniencja

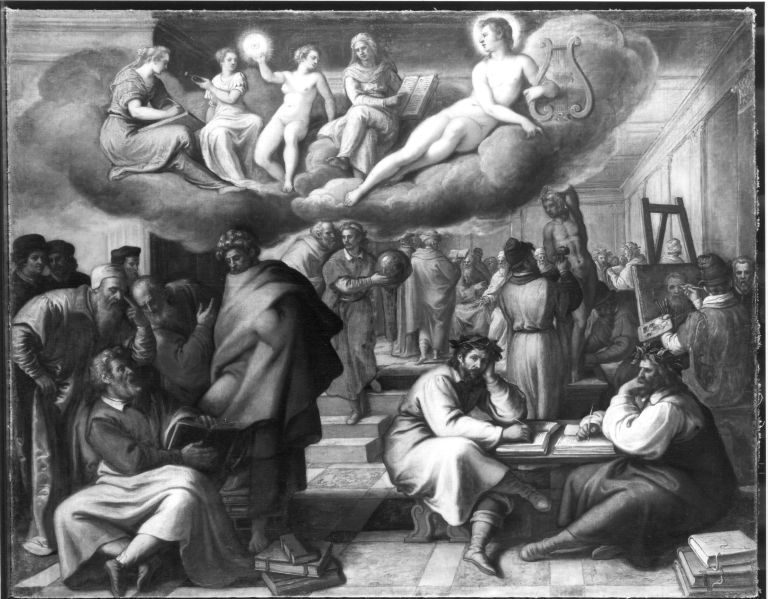
Obraz Paola Fiamminga, pt. Planeta Apollina i widoczny portret Tintoretta z prawej strony

Pierwszym właścicielem dla którego Tintoretto wykonał portret był niemiecki złotnik mieszkający w Wenecji Hans Jakob König (ok. 1536 – ok. 1600), a następnie jego córka K. Ott również zamieszkała w Wenecji. Kolejnymi właścicielami byli Henrietta Anna Stuart (1644–1670), najmłodsza córka króla Anglii Karola I i Henrietty Marii Burbon oraz jej mąż Filip I d’Orléans, a obraz trafił do kaplicy Palais-Royal w Paryżu. W 1785 roku autoportret Tintoretta został sprzedany razem z wyposażeniem Zamku Saint-Cloud przeznaczonym dla Marii Antoniny. Obecnie znajduje się w kolekcji Luwru.
Autoportret Tintoretta widoczny jest na jednym z obrazów jego ucznia Paola Fiamminga, który po śmierci artysty był aktywnym malarzem w Wenecji, pracującym głównie dla bankiera Hansa Fuggera wnuka Octaviana Fuggera, dla którego kilka obrazów namalował Tintoretto. Dla Hansa Fuggera, Fiamming namalował serię alegorycznych obrazów, a na jednym z nich pt. Planeta Apollina ukazał malarza siedzącego przed sztalugą i nadającego dziełu ostatnie szlify. Po prawej stronie, w samym rogu stoi jego model – Jacopo Tintoretto.